# Seyfi Berksoy
Seyfi Cenap Berksoy (ur. 1903, zm. 12 listopada 1974 w Ankarze) – turecki zapaśnik walczący w stylu klasycznym. Olimpijczyk z Paryża 1924, gdzie zajął dwunaste miejsce w wadze lekkociężkiej.

## Letnie Igrzyska Olimpijskie 1924
| Konkurencja            | Rundy eliminacyjne       | Rundy eliminacyjne      | Klas. końcowa |
| Konkurencja            | Przeciwnik I             | Przeciwnik II           | Miejsce       |
| ---------------------- | ------------------------ | ----------------------- | ------------- |
| 82,5 kg styl klasyczny | Calle Westergren (SWE) P | Rudolf Svensson (SWE) P | 12.           |